# Liste des évêques de Konongo-Mampong
Liste des évêques de Konongo-Mampong
(Dioecesis Konongensis-Mamponganus)
L'évêché de Konongo-Mampong est créé le 3 mars 1995, par détachement de ceux de Kumasi et de Sunyani.

## Liste
- 3 mars 1995-21 mars 2024 : Joseph Osei-Bonsu
- Depuis le 21 mars 2024 : John Opoku-Agyemang

## Sources
- L'ANNUAIRE PONTIFICAL, sur le site http://www.catholic-hierarchy.org, à la page http://www.catholic-hierarchy.org/diocese/dkoma.html